# Vezon (Moselle)
Pour les articles homonymes, voir Vezon.
Vezon est une ancienne commune française du département de la Moselle en région Grand Est. Elle est rattachée à celle de Marieulles depuis 1812.

## Toponymie
Anciennes mentions : Vezons (1404), Veson (1440), Wezon (1597).
En allemand : Winzersheim (1940-1944).

## Histoire
Ce village dépendait des Trois-Évêchés dans le bailliage de Metz.
La commune de Vezon est réunie à celle de Marieulles par décret du 22 février 1812.

## Démographie
| 1793 | 1800 | 1806 |
| ---- | ---- | ---- |
| 164  | 191  | 234  |

## Lieux et monuments
- Chapelle Saint-Léonard (XVIe siècle), rénovée en 1908
- fontaine dite « la pschotte »